# Пребіц
Пребіц (нім. Prebitz) — громада в Німеччині, розташована в землі Баварія. Підпорядковується адміністративному округу Верхня Франконія. Входить до складу району Байройт. Складова частина об'єднання громад Кройсен.
Площа — 20,99 км2. Населення становить 996 ос. (станом на 31 грудня 2020).